# Màrino (Vólnoie)
|  | Per a altres significats, vegeu «Màrino». |

Màrino - Марьино (rus) - és un poble del krai de Krasnodar, a Rússia. Es troba a la vora esquerra del riu Kuban, davant d'Ubéjenskaia. És a 11 km al nord-oest d'Uspénskoie i a 181 km a l'est de Krasnodar.
Pertany al poble de Vólnoie.